# Randal Keith Milholland
Randal Keith Milholland (25 november 1975) is een Amerikaanse stripauteur, officieel aangesteld als de auteur van de Popeye-strips voor King Features Syndicate sinds 2022, waarbij hij het stokje overnam na het pensioen van Hy Eisman. Naast deze verantwoordelijkheid staat hij bekend om zijn bijdragen aan diverse stripseries, waaronder Something Positive,  New Gold Dreams en Super Stupor.

## Something Positive
Something Positive begon op 19 december 2001 en wordt nog steeds actief bijgewerkt. De webstrip ontstond als reactie op kritiek van zijn vriendin, stemactrice Clarine Harp, die vond dat hij iets positiefs met zijn leven moest doen. Het verhaal draait om de protagonist Davan, losjes gebaseerd op Milholland, en put vaak inspiratie uit echte ervaringen. In juni 2004, geconfronteerd met veel klachten over de onregelmatige publicatie van de strip, riep Milholland zijn lezers op om voldoende geld te doneren om een jaarinkomen te dekken. Zo kon hij zijn baan opzeggen en zich voltijds richten op Something Positive. Tot zijn verbazing werd het doelbedrag binnen een maand bereikt en overschreden, waarmee Milholland een succesvolle pionier werd in crowdfunding. Er zijn meerdere spin-offs van deze webstrip beschikbaar.

## Ander werk
New Gold Dreamsis een strip die de conventies van het heldhaftige fantasiegenre parodieert. Het sluit ook aan bij de interesse van Milholland in rollenspellen. De strip begon op 2 april 2004, maar is in augustus 2005 gestopt na de 20e aflevering.
Super Stuporis een superheldenstrip die de conventies van het genre op de hak neemt. Vier in eigen beheer gepubliceerde delen van de strip zijn beschikbaar.
MousetrappedSinds 1 januari 2024, toen Steamboat Willie publiek domein werd in de Verenigde Staten, heeft Milholland de webstrip Mousetrapped uitgebracht. Mousetrapped volgt Mickey Mouse na de gebeurtenissen van Steamboat Willie. Naast vroege versies van Mickey, Minnie en Pete, bevat de strip ook andere vroege, niet-Disney, publiek domein tekenfilmfiguren zoals Felix de Kat en Pete the Pup, een personage geïntroduceerd door Walter Lantz in 1926.